# دانيال د. كرابتري
دانيال د. كرابتري (بالإنجليزية: Daniel D. Crabtree)‏ هو محامي وقاضي أمريكي، ولد في 10 أغسطس 1956 في كانساس سيتي في الولايات المتحدة.